# ルイス・マクギューガン
ルイス・マクギューガン（Lewis McGugan 、1988年10月25日 - ）は、イングランド・ロング・イートン出身のプロサッカー選手。現在は無所属。ポジションはFW。

## 経歴

### クラブ
2017年10月、ノーサンプトン・タウンFCと2018年1月までの契約を結んだ。9試合に出場した後、契約満了により退団。

## 所属クラブ
ユース
- ノッティンガム・フォレストFC

プロ
- ノッティンガム・フォレストFC 2006-2013
- ワトフォードFC 2013-2015

→シェフィールド・ウェンズデイFC 2014-2015(loan)
→シェフィールド・ウェンズデイFC 2015 (loan)
- シェフィールド・ウェンズデイFC 2015-2017
- ノーサンプトン・タウンFC 2017-2018

## 代表歴
- イングランドU-17
  - UEFA U-17欧州選手権2005
- イングランドU-19